# Художественный музей Мальмё
Художественный музей Мальмё (швед. Malmö konstmuseum) — художественная галерея в шведском городе Мальмё, созданная в 1841 году; является одним из ведущих художественных музеев в Скандинавии; сегодня располагается в здании, построенном в 1937 году в замковом комплексе Мальмёхюс; управляется городскими властями; коллекция музея содержит 40 000 произведений, созданных начиная с XVI века и до наших дней; включает в себя значительное собрание современного искусства.

## История и описание
Коллекции произведений искусства ранее были частью городского музея Мальмё — в 1984 году художественное собрание было выделено в независимый музей, первым руководителем которого стал Йоран Кристенсон; в 2012 году Кристенсона сменила Сесилия Виденхайм.
В художественном музее Мальмё хранится одна из крупнейших в стране коллекций скандинавского искусства XX века; в фондах существуют специальные коллекции таких авторов, как Карл Фредрик Хилл, Барбро Бекстрём, Карл Фредрик Рейтерсвард, Макс Вальтер Сванберг, Торстен Андерссон и Гуннар Норрман — коллекция Карла Фредрика Хилла насчитывает более 2600 его рисунков и 25 картин. Русское искусство конца XIX — начала XX веков также получило значительное представление в музейном собрании: в него входят картины Александра Головина, Кузьмы Петрова-Водкина, Александра Гауша и Павла Кузнецова.
По состоянию на 2019 года всего в музее было собрано более 40 000 произведений. Основой музейной коллекции скандинавского модернизма послужило пожертвование Германом Готтхардтом своего собрания из 700 произведений, собранных им в период между 1914 и 1943 годами. Пожертвование включало в себя картины, среди авторов которых были таких художники как Исаак Грюневальд, Сигрид Хьертен, Хильдинг Линнквист, Нильс Нильссон, Вера Нильссон, Инге Шилер, Олуф Хёст, Вильгельм Лундстрем, Пер Крог, Хенрик Соренсен и Тыко Саллинен. В 2015 году музей взял на себя управление собранием «Schyls donation», ранее управлявшимся Кунстхалле Мальмё. В художественном музее также имеется значительная коллекция декоративно-прикладного искусства — в основном, созданного в южной Швеции.
Художественный музей Мальме ежегодно организует около десяти временных выставок — в основном, «скандинавской направленности». Новые поступления из коллекции музея также регулярно представляются любителям искусства. Постоянная экспозиция, названная «От 1500 года до настоящего времени» построена как «прогулка» по истории художественных стилей и направлений, прежде всего в живописи и дизайне мебели: в музее восстановлены интерьеры комнат от эпохи Ренессанса до периода постмодерна. В выставочном зале площадью около 1000 м², расположенном в верхней части музея, выставлены работы современные авторов — как шведских, так и зарубежных. Здесь же проходят и временные ретроспективные выставки отдельных художников — или групповые тематические выставки. Экспериментальные работы, инсталляции и произведения видео-арта являются частью собрания в Мальмё.